# ユナイテッド93
『ユナイテッド93』（United 93）は、2006年のアメリカ映画。2001年9月11日に発生したアメリカ同時多発テロでハイジャックされた4機のうち、唯一目標に達しなかったユナイテッド航空93便の離陸から墜落までの機内の様子や、地上の航空関係者たちのやりとりを描いた映画である。

## あらすじ
序盤
2001年9月11日朝、アルカイダのテロリストであるズィアド・ジャッラーフは、仲間のサイード・アル＝ガムディー、アフマド・アル＝ナーミー、アフマド・アル＝ハズナーウィーの3人と共に、ニュージャージー州ニューアークのホテルで祈りを捧げでいた。ジャッラーフが恋人に最期の電話をかけるとユナイテッド航空の93便に搭乗する。
その日、ニューアーク国際空港から93便を操縦する機長はジェイソン・ダール、副操縦士はリロイ・ホーマー・ジュニアであった。今日も、いつも通りのフライトがなされるはずであった。
航空管制官たちはアメリカン航空11便がハイジャックされ、ニューヨーク市に向かっていると断定する。93便は予定より少し遅れて出発する。11便はワールドトレードセンターの北棟に衝突し、ユナイテッド航空の175便も同じくハイジャックされてニューヨーク市に向かう。航空管制官らはアメリカン航空の77便もハイジャックされたことを知り、175便が南棟に衝突するのを目の当たりにする。
中盤
93便の乗客に朝食が配られるが、ジャッラーフはハイジャック開始のサインを出し渋る。エーカーズ（航空機空地データ通信システム）のメッセージにより、ダールとホーマーはワールドトレードセンター攻撃の報告を受け、操縦室侵入に対する注意を促される。ハイジャック犯たちは暴力により航空機を支配し、乗客1人を刺した後にパイロット全員とフライトアテンダント1人を殺害する。
ジャッラーフが操縦を開始し、国会議事堂に突入する目的でワシントンD.C.へと旋回する。ハイジャック犯たちはワールドトレードセンター攻撃に歓喜の声を上げる。フライトアテンダントのサンドラとシーシーは刺された乗客を蘇生しようとするがうまく行かず、その間にブラッドショーはハイジャック犯らがパイロットの遺体を移動しているのを目撃する。
終盤
77便のペンタゴン（国防総省）突入後、連邦航空局の国内運行管理者ベン・スライニーは米国領空を封鎖しすべての航空機を着陸させる。93便の乗客は機内電話で家族からほかの攻撃について知らされる。自分たちの飛行機が兵器として使われる予定だと認識して、幾人かの乗客が航空機を奪還するために、乗員の支援を得てその場にある武器を利用してハイジャック犯に対する組織的抵抗を企てる。その中にパイロットがいることがわかり、航空機の奪還に成功したならばそのパイロットが地上からの支援を得て着陸させる計画を練る。
彼らが集まっているところを目撃したハイジャック犯らは心配を募らせる。乗客の1人がハイジャック犯に取り入ろうとするが、別の乗客らに取り押さえられる。その一方で、ほかの乗客は祈ったり、愛する者へ最期の電話をかけたりしている。
ラスト
相談していた乗客らが反攻に転じ、客室でハイジャック犯2人を殺害する。ジャッラーフが機体を激しく揺らして乗客らが投げ飛ばされると、彼らは配膳用カートを門を打ち破る破壊兵器のように使って操縦室内に突入しようとする。ジャッラーフが機体を急降下させるのと同時に乗客らは操縦室に突入し、2人残ったハイジャック犯と操縦桿をめぐってもみくちゃ状態で争う。機体は裏返り、シャンクスヴィルの平原に衝突し、乗客乗員全員が死亡する。

## キャスト

### 乗務員
- コックピット・クルー
  - 機長：J・J・ジョンソン
  - 副操縦士：ゲイリー・コモック
- 客室乗務員
  - ナンシー・マクダニル
  - トリッシュ・ゲイツ
  - スターラ・ペンフォード
  - オパル・アラディン
  - ポリー・アダムス

### テロリスト
- ズィアド・ジャッラーフ：ハリド・アブダラ
- アフマド・アル＝ハズナーウィー：オマー・バーデゥニ
- サイード・アル＝ガムディー：ルイス・アルサマリ
- アフマド・アル＝ナーミー：ジェイミー・ハーディング

### 乗客
- エリック・レッドマン
- デイヴィッド・アラン・ブッシュ
- サイモン・ポランド
- シャイアン・ジャクソン
- トリエスト・デュン
- ジョディー・リン・マクリントック
- マイケル・J・レイノルド
- クリスチャン・クレメンソン
- リチャード・ベキンズ
- マルセリーヌ・ヒューゴ
- レベッカ・シュル
- スーザン・プロンマート
- ジョン・ロスマン
- デニー・ディロン
- ピーター・マリンカー
- ピーター・ハーマン
- タラ・ヒューゴ
- ケイト・ジェニングス・グラント
- デヴィッド・ラッシュ
- レイ・チャールソン
- ローナ・ダラス
- ダニエル・サウリ
- マサト・カモ（日本人乗客・久下季哉役[2]）
- リビー・モリス
- ライザ・コロン・ザヤス
- オリビア・サールビー
- コーリイ・ジョンソン
- ベッキー・ロンドン
- トム・オルーク
- チップ・ジエン
- レイ・ジンマーマン
- ジョー・ジャムログ
- クロー・シレーン

### 日本語吹替
| 役名                       | 俳優                     | 日本語吹替 | 日本語吹替 |
| 役名                       | 俳優                     | ソフト版 | テレビ東京版 |
| -------------------------- | ------------------------ | --- | --- |
| ジェイソン・M・ダール機長  | J・J・ジョンソン         | 仲野裕 | 伊藤和晃 |
| リロイ・ホーマー副機長     | ゲイリー・コモック       | | 遠藤純一 |
| ロレイン・G・ベイ          | ナンシー・マクダニル     | | 塩田朋子 |
| サンドラ・ブラッドショー   | トリッシュ・ゲイツ       | 吉田美保 | 小林さやか |
| ワンダ・アニタ・グリーン   | スターラ・ペンフォード   | | 斉藤貴美子 |
| シーシー・ライルズ         | オパル・アラディン       | 紗川じゅん | 土井美加 |
| デボラ・ウェルシュ         | ポリー・アダムス         | 定岡小百合 | 野沢由香里 |
| ズィアド・ジャッラーフ     | ハリド・アブダラ         | 佐々木睦 | 井上倫宏 |
| サイード・アル＝ガムディー | ルイス・アルサマリ       | 丸山壮史 | |
| ベン・スライニー           | ベン・スライニー         | 筈見純 | 津嘉山正種 |
| ロバート・マール大佐       | グレッグ・ヘンリー       | 中博史 | 佐々木敏 |
| リンダ・グロンランド       | ローナ・ダラス           | 益海愛子 | |
| ジェレミー・グリック       | ピーター・ハーマン       | 宗矢樹頼 | |
| 久下季哉                   | マサト・カモ             | 遠近孝一 | |
| アフマド・アル＝ナーミー   | ジェイミー・ハーディング | 加瀬康之 | |
| 役不明又はその他           | N/A                      | 斉藤次郎 山口夏穂 倉田葉子 武田華 小山武宏 原田晃 根本圭子 長嶝高士 石井隆夫 佐藤晴男 佐々木省三 浦山迅 杉野博臣 森夏姫 相沢正輝 楠見尚己 金尾哲夫 石塚理恵 横島亘 佐々木健 ふくまつ進紗 | 辻つとむ 楠大典 高瀬右光 石井隆夫 海宝弘之 牛山茂 甲斐田裕子 奥田啓人 上杉陽一 土師孝也 佐藤美一 佐藤健輔 内田直哉 浦山迅 風間秀郎 水内清光 石田圭祐 石住昭彦 小島敏彦 関貴昭 高越昭紀 矢崎文也 一木美名子 谷昌樹 原千果子 高桑満 外谷勝由 斉藤千恵子 向井修 滝沢ロコ 西崎果音 尾身美詞 安永亜季 林りんこ 新田万紀子 東正実 関直人 |

- ソフト版：DVD･BDに収録。

演出：乃坂守蔵、翻訳：辺見真起子、調整：兼子芳博、制作：ACクリエイト
- テレビ東京版：初回放送2008年11月20日『木曜洋画劇場』40周年記念放送

演出：佐藤敏夫、翻訳：松崎広幸、調整：高久孝雄、効果：リレーション、担当：河村常平（東北新社）、テレビ東京プロデューサー：渡邉一仁／遠藤幸子／五十嵐智之、配給：NBC Universal International Television Distribution、制作：テレビ東京／東北新社

## 製作
出演者は無名俳優が中心に選ばれた。また、リアリティを追求するために、パイロットや客室乗務員役にはその職業の経験者を起用。また、空港との無線等には、事件当時の実際の音声が一部使用されている。映画を作製するにあたり、ほぼすべての遺族と連絡をとり了解を得た。また何人かの俳優が自身が演じる役をより深く理解するため、遺族のもとを直接訪れた。
監督をはじめとする製作スタッフは犠牲者の遺族や関係機関へ入念な取材を行った。また管制官や一部の出演者は、当日に現場で勤務していた本人が演じているという。

### スタッフ
- 視覚効果：ダブル・ネガティブ

## 補足
- リアリティ追求のため当時の誤報、情報の錯綜もすべて再現してある。
- この映画のテロリストの標的はアメリカ合衆国議会議事堂であったことを明確にしているシーンがある。
- テレビ映画『エアポート ユナイテッド93』（Flight 93）という作品が存在するが、本作とは無関係である。